# Effelsberg
Effelsberg este o localitate cu 152 de locuitori care aparține de orașul Bad Münstereifel din districtul Euskirchen, landul Renania de Nord-Westfalia, Germania.

## Date geografice
Localitatea este amplasată în Munții Ahrului la 8,8 km distanță în linie aeriană de Bad Münstereifel.